# Lista membrilor distribuției Harry Potter

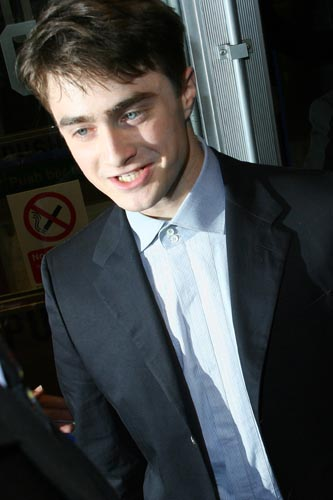
Daniel Radcliffe, actorul ce-l portretizează pe Harry Potter, este icoana acestei serii de filme, încă de la lansarea primei ei părți, în 2001.

Acestă listă a membrilor distribuției Harry Potter este o listă a actorilor ce au făcut parte, fie prin portretizarea, fie prin dublarea vocii unui personaj, la seria filmelor Harry Potter, bazată pe romanele scrise de J. K. Rowling. Daniel Radcliffe, Rupert Grint și Emma Watson, care i-au interpretat, și vor interpreta pe Harry Potter, Ron Weasley și respectiv Hermione Granger, în toate filmele, erau practic necunoscuți la începutul seriei. Alături de cei trei joacă unii dintre cei mai renumiți actori ai Regatului Unit și Irlandei, printre care și Robbie Coltrane, Ralph Fiennes, Michael Gambon, Richard Griffiths, Richard Harris, Jason Isaacs, Gary Oldman, Alan Rickman, Fiona Shaw, Maggie Smith, David Thewlis, Emma Thompson și Julie Walters. Șaptesprezece dintre toți actorii și-au păstrat rolul de-a lungul celor cinci filme existente la acest moment, fiind de așteptat ca mulți dintre aceștia să apară și în Prințiul Semipur.
În unele cazuri, cunoscuți actori britanici ce nu au jucat în niciun film al seriei, au fost întrebați în glumă care este motivul pentru care nu fac parte din distribuție, până la momentul actual; Bill Nighty a spus, „Am glumit [cu regizorul David Yates] că poate acum nu voi mai fi singurul actor din Anglia care n-a fost în «Harry Potter»“. Jude Law a zis „Nimeni nu m-a întrebat. Eram puțin prea bătrân pentru Harry“.
Lista este aranjată după personaje, și filmul în care a jucat actorul, în unele cazuri un singur personaj fiind interpretat de mai mulți actori. Lista conține de asemenea și membrii ai distribuției ce s-a confirmat că vor apărea în Harry Potter și Prințul Semipur, plănuit să fie lansat în 2008, și în Harry Potter și Talismanele Morții, ce va fi lansat în două parți, în 2010 și respectiv 2011.
| Personaj                                                                                             | Film                                       | Film                                | Film                           | Film                  | Film                                 | Film                                                | Film                           |
| Personaj                                                                                             | Piatra Filozofală (2001)                   | Camera Secretelor (2002)            | Prizonierul din Azkaban (2004) | Pocalul de Foc (2005) | Ordinul Phoenix (2007)               | Prințul Semipur (2008)                              | Talismanele Morții (2010-2011) |
| Personaje principale                                                                                 | Personaje principale                       | Personaje principale                | Personaje principale           | Personaje principale  | Personaje principale                 | Personaje principale                                | Personaje principale           |
| --- | ------------------------------------------ | ----------------------------------- | ------------------------------ | --------------------- | ------------------------------------ | --------------------------------------------------- | ------------------------------ |
| Harry Potter                                                                                         | Daniel Radcliffe Tripleții Saunders (t)[A] | Daniel Radcliffe                    | Daniel Radcliffe               | Daniel Radcliffe      | Daniel Radcliffe                     | Daniel Radcliffe                                    | Daniel Radcliffe               |
| Ron Weasley                                                                                          | Rupert Grint                               | Rupert Grint                        | Rupert Grint                   | Rupert Grint          | Rupert Grint                         | Rupert Grint                                        | Rupert Grint                   |
| Hermione Granger                                                                                     | Emma Watson                                | Emma Watson                         | Emma Watson                    | Emma Watson           | Emma Watson                          | Emma Watson                                         | Emma Watson                    |
| Lucrători și locuitori în Hogwarts (oameni)                                                          |                                            |                                     |                                |                       |                                      |                                                     |                                |
| Armando Dippet                                                                                       |                                            | Alfred Burke (t)                    |                                |                       |                                      |                                                     |                                |
| Albus Dumbledore                                                                                     | Richard Harris                             | Richard Harris                      | Michael Gambon                 | Michael Gambon        | Michael Gambon                       | Michael Gambon                                      |                                |
| Argus Filch                                                                                          | David Bradley                              | David Bradley                       | David Bradley                  | David Bradley         | David Bradley                        | David Bradley                                       |                                |
| Filius Flitwick                                                                                      | Warwick Davis                              | Warwick Davis                       |                                | Warwick Davis         | Warwick Davis                        | Warwick Davis                                       |                                |
| Wilhelmina Grubbly-Plank                                                                             |                                            |                                     |                                |                       | Apple Brook                          |                                                     |                                |
| Rubeus Hagrid                                                                                        | Robbie Coltrane                            | Robbie Coltrane Martin Bayfield (t) | Robbie Coltrane                | Robbie Coltrane       | Robbie Coltrane                      | Robbie Coltrane                                     |                                |
| Madam Hooch                                                                                          | Zoe Wanamaker                              |                                     |                                |                       |                                      |                                                     |                                |
| Gilderoy Lockhart                                                                                    |                                            | Kenneth Branagh                     |                                |                       |                                      |                                                     |                                |
| Minerva McGonagall                                                                                   | Maggie Smith                               | Maggie Smith                        | Maggie Smith                   | Maggie Smith          | Maggie Smith                         | Maggie Smith                                        |                                |
| Irma Pince                                                                                           |                                            | Sally Mortemore                     |                                |                       |                                      |                                                     |                                |
| Poppy Pomfrey                                                                                        |                                            | Gemma Jones                         |                                |                       |                                      | personajul va reapărea                              |                                |
| Horace Slughorn                                                                                      |                                            |                                     |                                |                       |                                      | Jim Broadbent                                       |                                |
| Severus Plesneală                                                                                    | Alan Rickman                               | Alan Rickman                        | Alan Rickman                   | Alan Rickman          | Alan Rickman Alec Hopkins (t)        | Alan Rickman                                        |                                |
| Pomona Lăstar                                                                                        |                                            | Miriam Margolyes                    |                                |                       |                                      |                                                     |                                |
| Sybill Trelawney                                                                                     |                                            |                                     | Emma Thompson                  |                       | Emma Thompson                        |                                                     |                                |
| Dolores Umbridge                                                                                     |                                            |                                     |                                |                       | Imelda Staunton                      |                                                     |                                |
| „Vrăjitor“[B]                                                                                        |                                            |                                     | Warwick Davis                  |                       |                                      |                                                     |                                |
| Lucrători și locuitori în Hogwarts (non-oameni și fantome)                                           |                                            |                                     |                                |                       |                                      |                                                     |                                |
| Baronul Sângeros                                                                                     | Terence Bayler                             |                                     |                                |                       |                                      |                                                     |                                |
| Sir Cadogan                                                                                          |                                            |                                     | Paul Whitehouse                |                       |                                      |                                                     |                                |
| Everard                                                                                              |                                            |                                     |                                |                       | Sam Beazley                          |                                                     |                                |
| Călugărul Barosan                                                                                    | Simon Fisher-Becker                        |                                     |                                |                       |                                      |                                                     |                                |
| Doamna Grasă                                                                                         | Elizabeth Spriggs                          |                                     | Dawn French                    |                       |                                      |                                                     |                                |
| Doamna Gri                                                                                           | Nina Young                                 | Nina Young                          |                                |                       |                                      |                                                     |                                |
| Plângăcioasa Myrtle                                                                                  |                                            | Shirley Henderson                   |                                | Shirley Henderson     |                                      |                                                     |                                |
| Nick Aproape-Făr-de-Cap                                                                              | John Cleese                                | John Cleese                         |                                |                       |                                      |                                                     |                                |
| Phineas Nigellus                                                                                     |                                            |                                     |                                |                       | John Atterbury                       |                                                     |                                |
| Peeves[C]                                                                                            | Rik Mayall (v)                             |                                     |                                |                       |                                      |                                                     |                                |
| Jobenul Magic                                                                                        | Leslie Phillips (v)                        | Leslie Phillips (v)                 |                                |                       |                                      |                                                     |                                |
| Elevii de la Hogwarts                                                                                |                                            |                                     |                                |                       |                                      |                                                     |                                |
| Hannah Abbott                                                                                        |                                            | Charlotte Skeoch                    |                                | Charlotte Skeoch      |                                      |                                                     |                                |
| Marcus Belby                                                                                         |                                            |                                     |                                |                       |                                      | Robert Knox                                         |                                |
| Katie Bell                                                                                           | Emily Dale                                 | Emily Dale                          |                                |                       |                                      | Georgina Leonidas                                   |                                |
| Susan Bones                                                                                          | Eleanor Columbus                           | Eleanor Columbus                    |                                |                       |                                      |                                                     |                                |
| Miles Bletchley                                                                                      |                                            | David Churchyard                    |                                |                       |                                      |                                                     |                                |
| Lavender Brown                                                                                       |                                            |                                     | Jennifer Smith                 |                       |                                      | Jessie Cave                                         |                                |
| Millicent Bulstrode                                                                                  |                                            | Helen Stuart                        |                                |                       |                                      |                                                     |                                |
| Cho Chang                                                                                            |                                            |                                     |                                | Katie Leung           | Katie Leung                          |                                                     | Katie Leung                    |
| Penelope Clearwater                                                                                  |                                            | Gemma Padley                        |                                |                       |                                      |                                                     |                                |
| Vincent Crabbe                                                                                       | Jamie Waylett                              | Jamie Waylett                       | Jamie Waylett                  | Jamie Waylett         | Jamie Waylett                        |                                                     |                                |
| Colin Creevey                                                                                        |                                            | Hugh Mitchell                       |                                |                       |                                      |                                                     |                                |
| Roger Davies                                                                                         |                                            |                                     |                                | Henry Lloyd-Hughes    |                                      |                                                     |                                |
| Cedric Diggory                                                                                       |                                            |                                     |                                | Robert Pattinson      | Robert Pattinson (m)                 |                                                     |                                |
| Justin Finch-Fletchley                                                                               |                                            | Edward Randell                      |                                |                       |                                      |                                                     |                                |
| Marcus Flint                                                                                         | Jamie Yeates                               | Jamie Yeates                        |                                |                       |                                      |                                                     |                                |
| Seamus Finnigan                                                                                      | Devon Murray                               | Devon Murray                        | Devon Murray                   | Devon Murray          | Devon Murray                         |                                                     |                                |
| Gregory Goyle                                                                                        | Joshua Herdman                             | Joshua Herdman                      | Joshua Herdman                 | Joshua Herdman        | Joshua Herdman                       |                                                     |                                |
| Terence Higgs                                                                                        | Will Theakston                             |                                     |                                |                       |                                      |                                                     |                                |
| Angelina Johnson                                                                                     | Danielle Tabor                             | Danielle Tabor                      | Danielle Tabor                 | Tiana Benjamin        |                                      |                                                     |                                |
| Leanne                                                                                               |                                            |                                     |                                |                       |                                      | Isabella Laughland                                  |                                |
| Lee Jordan                                                                                           | Luke Youngblood                            | Luke Youngblood                     |                                |                       |                                      |                                                     |                                |
| Neville Poponeață                                                                                    | Matthew Lewis                              | Matthew Lewis                       | Matthew Lewis                  | Matthew Lewis         | Matthew Lewis                        | Matthew Lewis                                       |                                |
| Luna Lovegood                                                                                        |                                            |                                     |                                |                       | Evanna Lynch                         | Evanna Lynch                                        |                                |
| Ernie Macmillan                                                                                      |                                            | Louis Doyle                         |                                | Louis Doyle           |                                      |                                                     |                                |
| Draco Reacredință                                                                                    | Tom Felton                                 | Tom Felton                          | Tom Felton                     | Tom Felton            | Tom Felton                           | Tom Felton                                          |                                |
| Cormac McLaggen                                                                                      |                                            |                                     |                                |                       |                                      | Freddie Stroma                                      |                                |
| Nigel[D]                                                                                             |                                            |                                     |                                | William Melling       | William Melling                      |                                                     |                                |
| Pansy Parkinson                                                                                      |                                            |                                     | Genevieve Gaunt                |                       |                                      | Scarlett Byrne                                      |                                |
| Padma Patil                                                                                          |                                            |                                     |                                | Afshan Azad           | Afshan Azad                          |                                                     |                                |
| Parvati Patil                                                                                        |                                            |                                     | Sitara Shah                    | Shefali Chowdhury     | Shefali Chowdhury                    |                                                     |                                |
| Adrian Pucey                                                                                         | Scot Fearn                                 | Scot Fearn                          |                                |                       |                                      |                                                     |                                |
| Băiatul Puțin-cam-Straniu[E]                                                                         |                                            |                                     |                                |                       | Ryan Nelson                          |                                                     |                                |
| Zacharias Smith                                                                                      |                                            |                                     |                                |                       | Nick Shirm                           |                                                     |                                |
| Alicia Spinnet                                                                                       | Leilah Sutherland                          | Rochelle Douglas                    |                                |                       |                                      |                                                     |                                |
| Dean Thomas                                                                                          | Alfred Enoch                               | Alfred Enoch                        | Alfred Enoch                   | Alfred Enoch          | Alfred Enoch                         | personajul va reapărea                              |                                |
| Romilda Vane                                                                                         |                                            |                                     |                                |                       |                                      | Anna Shaffer                                        |                                |
| Fred Weasley                                                                                         | James Phelps                               | James Phelps                        | James Phelps                   | James Phelps          | James Phelps                         |                                                     |                                |
| George Weasley                                                                                       | Oliver Phelps                              | Oliver Phelps                       | Oliver Phelps                  | Oliver Phelps         | Oliver Phelps                        |                                                     |                                |
| Ginny Weasley                                                                                        | Bonnie Wright                              | Bonnie Wright                       | Bonnie Wright                  | Bonnie Wright         | Bonnie Wright                        | Bonnie Wright                                       |                                |
| Oliver Wood                                                                                          | Sean Biggerstaff                           | Sean Biggerstaff                    |                                |                       |                                      |                                                     |                                |
| Blaise Zabini                                                                                        |                                            |                                     |                                |                       |                                      | Louis Cordice                                       |                                |
| Lordul Cap-de-Mort și Devoratorii Morții                                                             |                                            |                                     |                                |                       |                                      |                                                     |                                |
| Regulus Black                                                                                        |                                            |                                     |                                |                       |                                      | Tom Moorcroft                                       |                                |
| Amycus Carrow                                                                                        |                                            |                                     |                                |                       |                                      | Ralph Ineson                                        |                                |
| Alecto Carrow                                                                                        |                                            |                                     |                                |                       |                                      | Suzanne Toase                                       |                                |
| Barty Crouch Jr.                                                                                     |                                            |                                     |                                | David Tennant         |                                      |                                                     |                                |
| Fenrir Greyback                                                                                      |                                            |                                     |                                |                       |                                      | Dave Legeno                                         |                                |
| Bellatrix Lestrange                                                                                  |                                            |                                     |                                |                       | Helena Bonham Carter                 | Helena Bonham Carter                                | Helena Bonham Carter           |
| Walden Macnair                                                                                       |                                            |                                     | Peter Best                     |                       | Peter Best                           |                                                     |                                |
| Lucius Reacredință                                                                                   |                                            | Jason Isaacs                        |                                | Jason Isaacs          | Jason Isaacs                         |                                                     |                                |
| Narcissa Reacredință                                                                                 |                                            |                                     |                                |                       |                                      | Helen McCrory                                       | Helen McCrory                  |
| Peter Pettigrew                                                                                      |                                            |                                     | Timothy Spall                  | Timothy Spall         | Charles Hughes (t)                   | Timothy Spall                                       | Timothy Spall                  |
| Quirinus Quirrell                                                                                    | Ian Hart                                   |                                     |                                |                       |                                      |                                                     |                                |
| Travers                                                                                              |                                            |                                     |                                |                       | Tav MacDougall                       |                                                     |                                |
| Lordul Cap-de-Mort                                                                                   | Richard Bremmer (t) Ian Hart (v)           | Christian Coulson (t)               |                                | Ralph Fiennes         | Ralph Fiennes                        | Hero Fiennes Tiffin (y; 11) Frank Dillane (y; teen) |                                |
| Angajați ai Ministerului Magiei                                                                      |                                            |                                     |                                |                       |                                      |                                                     |                                |
| Bob                                                                                                  |                                            |                                     |                                |                       | Nicholas Blane                       |                                                     |                                |
| Amelia Bones                                                                                         |                                            |                                     |                                |                       | Sian Thomas                          |                                                     |                                |
| Amos Diggory                                                                                         |                                            |                                     |                                | Jeff Rawle            |                                      |                                                     |                                |
| Barty Crouch Sr.                                                                                     |                                            |                                     |                                | Roger Lloyd-Pack      |                                      |                                                     |                                |
| John Dawlish                                                                                         |                                            |                                     |                                |                       | Richard Leaf                         |                                                     |                                |
| Cornelius Fudge                                                                                      |                                            | Robert Hardy                        | Robert Hardy                   | Robert Hardy          | Robert Hardy                         |                                                     |                                |
| Lift                                                                                                 |                                            |                                     |                                |                       | Daisy Haggard (v)                    |                                                     |                                |
| Vânzătorul de ziare                                                                                  |                                            |                                     |                                |                       | Jamie Wolpert                        |                                                     |                                |
| Mafalda Hopkirk                                                                                      |                                            |                                     |                                |                       | Jessica Hynes (v)                    |                                                     |                                |
| Arthur Weasley                                                                                       |                                            | Mark Williams                       | Mark Williams                  | Mark Williams         | Mark Williams                        | Mark Williams                                       |                                |
| Percy Weasley                                                                                        | Chris Rankin                               | Chris Rankin                        | Chris Rankin                   |                       | Chris Rankin                         |                                                     |                                |
| Alți membrii ai Ordinului Phoenix                                                                    |                                            |                                     |                                |                       |                                      |                                                     |                                |
| Sirius Black                                                                                         |                                            |                                     | Gary Oldman                    | Gary Oldman           | Gary Oldman James Walters (t)        |                                                     |                                |
| Dedalus Diggle                                                                                       | David Brett                                |                                     |                                |                       |                                      |                                                     |                                |
| Elphias Doge                                                                                         |                                            |                                     |                                |                       | Peter Cartwright                     |                                                     |                                |
| Aberforth Dumbledore                                                                                 |                                            |                                     |                                |                       | Jim McManus                          |                                                     |                                |
| Arabella Figg                                                                                        |                                            |                                     |                                |                       | Kathryn Hunter                       |                                                     |                                |
| Remus Lupin                                                                                          |                                            |                                     | David Thewlis                  |                       | David Thewlis James Utechin (t)      | David Thewlis                                       | David Thewlis                  |
| Alastor Moody                                                                                        |                                            |                                     |                                | Brendan Gleeson       | Brendan Gleeson                      | nu va apărea                                        | Brendan Gleeson                |
| James Potter                                                                                         | Adrian Rawlins                             | Adrian Rawlins (m)                  | Adrian Rawlins (m)             | Adrian Rawlins        | Robbie Jarvis (t) Adrian Rawlins (m) |                                                     |                                |
| Lily Potter                                                                                          | Geraldine Somerville                       | Geraldine Somerville (m)            | Geraldine Somerville (m)       | Geraldine Somerville  | Geraldine Somerville (m)             |                                                     |                                |
| Kingsley Shacklebolt                                                                                 |                                            |                                     |                                |                       | George Harris                        |                                                     |                                |
| Nymphadora Tonks                                                                                     |                                            |                                     |                                |                       | Natalia Tena                         | Natalia Tena                                        |                                |
| Emmeline Vance                                                                                       |                                            |                                     |                                |                       | Brigitte Millar                      |                                                     |                                |
| Bill Weasley                                                                                         |                                            |                                     | Richard Fish                   |                       |                                      |                                                     |                                |
| Charlie Weasley                                                                                      |                                            |                                     | Alex Crockford                 |                       |                                      |                                                     |                                |
| Molly Weasley                                                                                        | Julie Walters                              | Julie Walters                       | Julie Walters                  |                       | Julie Walters                        | Julie Walters                                       |                                |
| Mageamii                                                                                             |                                            |                                     |                                |                       |                                      |                                                     |                                |
| Frank Bryce                                                                                          |                                            |                                     |                                | Eric Sykes            |                                      |                                                     |                                |
| Dudley Dursley                                                                                       | Harry Melling                              | Harry Melling                       | Harry Melling                  |                       | Harry Melling                        |                                                     |                                |
| Marge Dursley                                                                                        |                                            |                                     | Pam Ferris                     |                       |                                      |                                                     |                                |
| Petunia Dursley                                                                                      | Fiona Shaw                                 | Fiona Shaw                          | Fiona Shaw                     |                       | Fiona Shaw                           |                                                     |                                |
| Vernon Dursley                                                                                       | Richard Griffiths                          | Richard Griffiths                   | Richard Griffiths              |                       | Richard Griffiths                    | nu va apărea                                        |                                |
| Domnul Granger                                                                                       |                                            | Tom Knight                          |                                |                       |                                      |                                                     |                                |
| Doamna Granger                                                                                       |                                            | Heather Bleasdale                   |                                |                       |                                      |                                                     |                                |
| Malcolm                                                                                              |                                            |                                     |                                |                       | Richard Macklin                      |                                                     |                                |
| Domnul Mason                                                                                         |                                            | Jim Norton                          |                                |                       |                                      |                                                     |                                |
| Doamna Mason                                                                                         |                                            | Veronica Clifford                   |                                |                       |                                      |                                                     |                                |
| Piers Polkiss                                                                                        |                                            |                                     |                                |                       | Jason Boyd                           |                                                     |                                |
| Paznic de la stația King's Cross                                                                     | Harry Taylor                               | Harry Taylor                        |                                |                       |                                      |                                                     |                                |
| Prezentator meteo                                                                                    |                                            |                                     |                                |                       | Miles Jupp                           |                                                     |                                |
| Vrăjitori și vrăjitoare din străinătate                                                              |                                            |                                     |                                |                       |                                      |                                                     |                                |
| Fleur Delacour                                                                                       |                                            |                                     |                                | Clémence Poésy        |                                      | nu va apărea                                        |                                |
| Gabrielle Delacour                                                                                   |                                            |                                     |                                | Angelica Mandy        |                                      |                                                     |                                |
| Igor Karkaroff                                                                                       |                                            |                                     |                                | Predrag Bjelac        |                                      |                                                     |                                |
| Asistentul lui Karkaroff                                                                             |                                            |                                     |                                | Tolga Safer           |                                      |                                                     |                                |
| Viktor Krum                                                                                          |                                            |                                     |                                | Stanislav Ianevski    |                                      |                                                     |                                |
| Olympe Maxime                                                                                        |                                            |                                     |                                | Frances de la Tour    |                                      |                                                     |                                |
| (Profetul zilei, Aleea Diagon, Hogsmeade, Expresul de Hogwarts, Autobuzul Salvator și Aleea Nocturn) |                                            |                                     |                                |                       |                                      |                                                     |                                |
| Domnul Borgin                                                                                        |                                            | Edward Tudor-Pole                   |                                |                       |                                      |                                                     |                                |
| Bozo (fotograful Ritei Skeeter)                                                                      |                                            |                                     |                                | Robert Wilfort        |                                      |                                                     |                                |
| Reporter Profetul zilei                                                                              |                                            | Peter O'Farrell                     |                                |                       |                                      |                                                     |                                |
| Doamna cu căruciorul cu prânzul                                                                      | Jean Southern                              |                                     |                                | Margery Mason         |                                      |                                                     |                                |
| Goblin Bank Teller                                                                                   | Warwick Davis                              |                                     |                                |                       |                                      |                                                     |                                |
| Griphook                                                                                             | Verne Troyer                               |                                     |                                |                       |                                      |                                                     |                                |
| Servitoare Ceaunul Crăpat                                                                            |                                            |                                     | Abby Ford                      |                       |                                      |                                                     |                                |
| Ollivander                                                                                           | John Hurt                                  |                                     |                                |                       |                                      |                                                     |                                |
| Ernie Prang                                                                                          |                                            |                                     | Jimmy Gardner                  |                       |                                      |                                                     |                                |
| Madam Rosmerta                                                                                       |                                            |                                     | Julie Christie                 |                       |                                      |                                                     |                                |
| Shrunken Head                                                                                        |                                            |                                     | Lenny Henry (v)                |                       |                                      |                                                     |                                |
| Stan Shunpike                                                                                        |                                            |                                     | Lee Ingleby                    |                       |                                      |                                                     |                                |
| Rita Skeeter                                                                                         |                                            |                                     |                                | Miranda Richardson    |                                      |                                                     |                                |
| Tom barmanul                                                                                         | Derek Deadman                              |                                     | Jim Tavare                     |                       |                                      |                                                     |                                |
| Alți non-oameni                                                                                      |                                            |                                     |                                |                       |                                      |                                                     |                                |
| Aragog                                                                                               |                                            | Julian Glover (v)                   |                                |                       |                                      |                                                     |                                |
| Bane                                                                                                 |                                            |                                     |                                |                       | Jason Piper                          |                                                     |                                |
| Dobby                                                                                                |                                            | Toby Jones (v)                      |                                |                       |                                      |                                                     |                                |
| Firenze                                                                                              | Ray Fearon (v)                             |                                     |                                |                       |                                      |                                                     |                                |
| Grawp                                                                                                |                                            |                                     |                                |                       | Tony Maudsley                        |                                                     |                                |
| Kreacher                                                                                             |                                            |                                     |                                |                       | Timothy Bateson (v)                  |                                                     |                                |
| Magorian                                                                                             |                                            |                                     |                                |                       | Michael Wildman                      |                                                     |                                |
| Sanguini                                                                                             |                                            |                                     |                                |                       |                                      | Charlie Bennison                                    |                                |